# Local Government Areas in South Australia

Der Bundesstaat South Australia im Süden des australischen Kontinents

Der australische Bundesstaat South Australia ist unterteilt in 68 lokale Verwaltungsgebiete, die Local Government Areas (LGA).
Es bestehen drei Klassifikationen von LGA:
1. City – für Städte und städtische Gebiete
2. Town – für Kleinstädte und innerstädtische Gebiete
3. Council – für ländliche Gebiete und Siedlungen

Es gibt keine rechtlichen Unterschiede zwischen diesen LGA-Typen. Die Unterschiede bestehen nur im Namen und spiegeln lediglich die historischen Unterschiede wider, die vor der Einführung des zurzeit geltenden Local Government Act 1999 (Gesetz zur Regelung der lokalen Selbstverwaltung in South Australia) bestanden.
Nur die küstennahen Gebiete im Südosten um die Hauptstadt Adelaide und die Eyre-Halbinsel sind dichter besiedelt. Der größte Teil der Landfläche von South Australia im nördlichen Outback enthält bis auf die Minenstädte Coober Pedy und Roxby Downs keine größeren Siedlungen. Dieses dünn besiedelte Land wird bis auf die Aboriginal Councils vom Outback Areas Community Development Trust verwaltet.

## Ländliche Verwaltungsgebiete
Das Staatsgebiet von South Australia ohne die Hauptstadt Adelaide und das Outback ist in 49 LGAs unterteilt. Diese verteilen sich auf sieben städtische Gebiete (sechs Citys und ein Municipal Council) und 42 ländliche Gebiete (Councils, District Councils, Regional Councils).
Hinzu kommen fünf Aboriginal Councils, von denen vier im Outback liegen und einer am Murray River (Murray-Mallee-Region) inmitten anderer LGAs.
Jede LGA wird von einem Council (Rat) verwaltet, der von den Bewohnern des Gebiets gewählt wird. Der Ratsvorsitzende ist der Mayor ("Bürgermeister") der LGA.
Die LGAs werden geografisch nach sechs Regionen gruppiert.
| | | |  | | | |  | | | |  |
| Aboriginal Councils | | |  | | | |  | Outback | | |  |
| 1. Anangu Pitjantjatjara Yankunytjatjara 2. Maralinga Tjarutja 3. Yalata 4. Nepabunna 5. Gerard Community Council | 1. Anangu Pitjantjatjara Yankunytjatjara 2. Maralinga Tjarutja 3. Yalata 4. Nepabunna 5. Gerard Community Council | 1. Anangu Pitjantjatjara Yankunytjatjara 2. Maralinga Tjarutja 3. Yalata 4. Nepabunna 5. Gerard Community Council |  | 1. Coober Pedy Council 2. Roxby Downs Municipal Council | 1. Coober Pedy Council 2. Roxby Downs Municipal Council | 1. Coober Pedy Council 2. Roxby Downs Municipal Council |  | | | |  |
| Eyre Peninsula | | |  | Central | | |  | | | |  |
| 1. Ceduna Council 2. Streaky Bay District Council 3. Wudinna District Council 4. Elliston Council 5. Kimba Council 6. Lower Eyre Peninsula Council 7. Port Lincoln City 8. Tumby Bay District Council 9. Cleve Council 10. Franklin Harbour Council 11. Whyalla City 12. Port Augusta City | 1. Ceduna Council 2. Streaky Bay District Council 3. Wudinna District Council 4. Elliston Council 5. Kimba Council 6. Lower Eyre Peninsula Council 7. Port Lincoln City 8. Tumby Bay District Council 9. Cleve Council 10. Franklin Harbour Council 11. Whyalla City 12. Port Augusta City | 1. Ceduna Council 2. Streaky Bay District Council 3. Wudinna District Council 4. Elliston Council 5. Kimba Council 6. Lower Eyre Peninsula Council 7. Port Lincoln City 8. Tumby Bay District Council 9. Cleve Council 10. Franklin Harbour Council 11. Whyalla City 12. Port Augusta City |  | 1. Copper Coast Council 2. Yorke Peninsula District Council 3. Barunga West Council 4. Port Pirie Regional Council 5. Wakefield Regional Council 6. Mallala Council 7. Light Council 8. Barossa Council 9. Clare and Gilbert Valleys Council 10. Goyder Regional Council 11. Northern Areas Council 12. Peterborough District Council 13. Mount Remarkable District Council 14. Flinders Ranges Council 15. Orroroo Carrieton District Council | 1. Copper Coast Council 2. Yorke Peninsula District Council 3. Barunga West Council 4. Port Pirie Regional Council 5. Wakefield Regional Council 6. Mallala Council 7. Light Council 8. Barossa Council 9. Clare and Gilbert Valleys Council 10. Goyder Regional Council 11. Northern Areas Council 12. Peterborough District Council 13. Mount Remarkable District Council 14. Flinders Ranges Council 15. Orroroo Carrieton District Council | 1. Copper Coast Council 2. Yorke Peninsula District Council 3. Barunga West Council 4. Port Pirie Regional Council 5. Wakefield Regional Council 6. Mallala Council 7. Light Council 8. Barossa Council 9. Clare and Gilbert Valleys Council 10. Goyder Regional Council 11. Northern Areas Council 12. Peterborough District Council 13. Mount Remarkable District Council 14. Flinders Ranges Council 15. Orroroo Carrieton District Council |  | | | |  |
| Southern & Hills | | |  | South East | | |  | Murray Mallee | | |  |
| 1. Kangaroo Island Council 2. Yankalilla District Council 3. Alexandrina Council 4. Victor Harbor City 5. Mount Barker Council | 1. Kangaroo Island Council 2. Yankalilla District Council 3. Alexandrina Council 4. Victor Harbor City 5. Mount Barker Council | 1. Kangaroo Island Council 2. Yankalilla District Council 3. Alexandrina Council 4. Victor Harbor City 5. Mount Barker Council |  | 1. Grant Council 2. Kingston Council 3. Mount Gambier City 4. Naracoorte Lucindale Council 5. Robe District Council 6. Tatiara District Council 7. Wattle Range Council | 1. Grant Council 2. Kingston Council 3. Mount Gambier City 4. Naracoorte Lucindale Council 5. Robe District Council 6. Tatiara District Council 7. Wattle Range Council | 1. Grant Council 2. Kingston Council 3. Mount Gambier City 4. Naracoorte Lucindale Council 5. Robe District Council 6. Tatiara District Council 7. Wattle Range Council |  | 1. Mid Murray Council 2. Loxton Waikerie Council 3. Berri Barmera Council 4. Renmark Paringa Council 5. Karoonda East Murray Council 6. Southern Mallee District Council 7. Murray Bridge Rural City 8. Coorong District Council | 1. Mid Murray Council 2. Loxton Waikerie Council 3. Berri Barmera Council 4. Renmark Paringa Council 5. Karoonda East Murray Council 6. Southern Mallee District Council 7. Murray Bridge Rural City 8. Coorong District Council | 1. Mid Murray Council 2. Loxton Waikerie Council 3. Berri Barmera Council 4. Renmark Paringa Council 5. Karoonda East Murray Council 6. Southern Mallee District Council 7. Murray Bridge Rural City 8. Coorong District Council |  |

## Adelaide (Großraum)
Auf dem Gebiet der Hauptstadt Adelaide liegen 19 LGAs. Hier leben 1,1 der 1,5 Millionen Einwohner von South Australia. Wie die ländlichen LGA werden auch die LGA in Adelaide von Councils und Mayors verwaltet. Eine übergeordnete Stadtverwaltung gibt es nicht. Eine besondere Rolle nimmt allerdings der Vorsitzende von Adelaide City im Stadtzentrum ein. Er trägt den Titel Lord Mayor und fungiert als Repräsentant der Stadt Adelaide bei offiziellen Anlässen.
| | Adelaide City           |                         |                         |                         | |
| - Adelaide Hills Council - Burnside City - Campbelltown City - Charles Sturt City - Town of Gawler - Holdfast Bay City - Marion City - Mitcham City - Norwood, Payneham & St Peters City | Die 19 LGA von Adelaide | Die 19 LGA von Adelaide | Die 19 LGA von Adelaide | Die 19 LGA von Adelaide | - Onkaparinga City - Playford City - Port Adelaide Enfield City - Prospect City - Salisbury City - Tea Tree Gully City - Unley City - Walkerville Town - West Torrens City |